# Bruce McCulloch
Bruce Ian McCulloch, född 12 maj 1961 i Edmonton, Alberta, är en kanadensisk skådespelare, författare, komiker och filmregissör. Han är mest känd som medlem av humorgruppen The Kids in the Hall. För övrigt har han bland annat varit manusförfattare för Saturday Night Live och dykt upp i serier som Twitch City och Gilmore Girls. Han har regisserat filmerna Killar, tjejer och hundar, Superstar och Stealing Harvard.